# Vice Versa (film, 1988)
Pour les articles homonymes, voir Vice versa.
Pour plus de détails, voir Fiche technique et Distribution.
Vice Versa est un film américain réalisé par Brian Gilbert, sorti en 1988.

## Synopsis
Marshall Seymour, divorcé et ne voyant que rarement son fils, Charlie, travaille pour un magasin spécialisé dans la vente de produits étrangers. Il vient justement de rentrer d'un voyage d'affaires dans un pays exotique où il était allé pour y trouver de nouveaux produits à vendre. Là-bas, il est entré en possession d'un étrange crâne ornemental, doté de pouvoirs extraordinaires. En effet, alors que lui et son fils discutaient et que chacun disait qu'il aimerait avoir l'âge de l'autre, le crâne exauça leur vœu. Ils se retrouvent avec leur esprit dans le corps de l'autre. En plus des problèmes que cela peut causer, ils se retrouvent confrontés à deux malfrats voulant à tout prix leur dérober le crâne…

## Fiche technique
- Titre : Vice Versa
- Réalisation : Brian Gilbert
- Scénario : Ian La Frenais (en), Dick Clement, d'après le livre de Thomas Anstey Guthrie
- Musique : David Shire
- Photographie : King Baggot
- Montage : David Garfield
- Production : Ian La Frenais (en), Dick Clement
- Société de production et de distribution : Columbia Pictures
- Pays d'origine : États-Unis
- Langue : anglais
- Format : Couleur - Dolby - 35 mm - 1.85:1
- Genre : Comédie, Fantastique
- Durée : 98 minutes
- Dates de sortie : 
  - États-Unis : 11 mars 1988

## Distribution
- Judge Reinhold (VF : Lionel Henry) : Marshall Seymour
- Fred Savage (VF : Damien Boisseau) : Charlie Seymour
- Corinne Bohrer (VF : Béatrice Agenin) : Sam
- Swoosie Kurtz : Tina Brooks
- David Proval (VF : Mostéfa Stiti) : Turk
- Jane Kaczmarek : Robyn Seymour
- William Prince (VF : Roland Ménard) : Stratford Avery
- Gloria Gifford : Marcie
- Beverly Archer : Jane Luttrell
- Harry S. Murphy : Larry
- Kevin O'Rourke : Brad
- Richard Kind (VF : Jean-Luc Kayser) : Floyd
- Elya Baskin (VF : Mario Santini) : Professeur Kerschner
- Charles Lucia (VF : Jean Barney) : Cliff
- James Hong (VF : Roger Crouzet) : Kwo
- Ajay Naidu : Dale Ferreira
- Jane Lynch : Mme Lindstrom

## Distinctions

### Récompenses
- Saturn Awards 1990 :  Meilleur jeune acteur pour  Fred Savage